# Fødenet
I et økosystem består et fødenet af et netværk af fødekæder. Et fødenet er dermed også et skema over hvilke dyr, der er afhængige af hinanden.

## Typer af organismer
Roller i fødenet for de forskellige organismer:
- Græsningsfødekæder
  - producenter er planter eller alger, der har fotosyntese eller kemosyntese.
  - konsumenter er dyr eller mikroorganismer, og det kan være alt fra de primære konsumenter (planteæderne) til sekundære eller tertiære konsumenter (kødædere og parasitter).
- Nedbryderfødekæder
  - nedbrydere er bakterier, svampe og andre organismer, der nedbryder organisk stof af alle slags for at udvinde energien i stoffet. Derved tilbagefører de mineraler til miljøet.

I et fødenet vil der være færre organismer (rovdyr) at finde på hvert "højere" trin (se trofisk niveau), når man følger forbindelserne i fødenettet op langs en fødekæde. Dette skyldes, at en del af den konsumerede energi går tabt som termisk energi (varme).
Alle fødenet har deres udgangspunkt i de autotrofe planter. De bliver ædt af næste led, planteæderne, men fra og med tredje led, findes der kun kødædere (carnivores).
Uanset hvad de er i levende live, så ender de alle som fødekilde for nedbryderne, som har deres helt specielle fødenet i jorden.
Fødenettenes økologi i havet har ikke ændret sig meget siden kambrium.